# SSC Tuatara
El SSC Tuatara es un automóvil superdeportivo cupé biplaza, con motor central-trasero montado longitudinalmente y tracción trasera, producido por el fabricante estadounidense SSC North America (anteriormente Shelby SuperCars Inc.) desde 2020.

## Nomenclatura
Su nombre se debe a una especie de reptil de aspecto similar a una iguana y autóctona de Nueva Zelanda, conocido por ser uno de los  animales que ha tenido la evolución molecular (ADN) más rápida de la historia y que en el idioma maorí significa “picos en la parte de atrás”, lo que tiene sentido si se aprecian las aletas posteriores, sus formas redondeadas, sus pliegues y esos ojos saltones que lleva por faros, que se asemejan precisamente a un reptil.

## Presentación

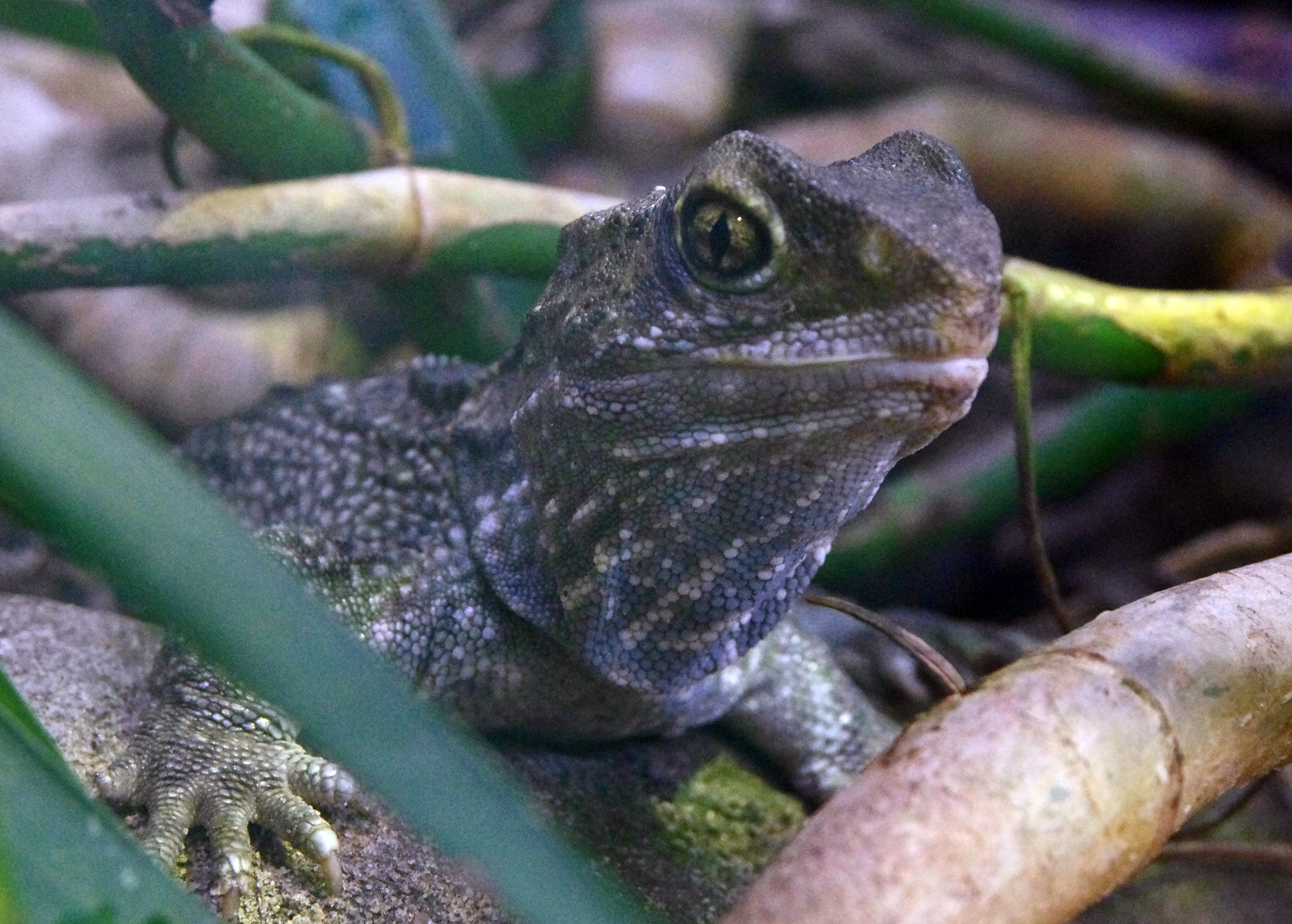
Una tuatara.

Fue develado en un principio como un concepto que vio la luz en 2011, que pretendía convertirse en el coche de producción más rápido del mundo, superando al Koenigsegg Agera RS.
Desde la sede de la marca en Richland (Washington), llega la versión de producción denominada SSC Tuatara 2020, cuya primera unidad de las 100 que se producirán, ha debutado en el Salón del automóvil de Filadelfia y, según confirman desde la propia marca, todas fabricadas en la misma sede de la compañía, las cuales se venderán a través de Manhattan Motorcars de Nueva York, el exclusivo concesionario de Tuatara autorizado en el noreste de los Estados Unidos.
El proyecto nacía en 2009 bajo el nombre en clave "Exceed" cuando el fundador y director ejecutivo de SSC North America, Jerod Shelby, comenzó a buscar un sucesor del antiguo proyecto de la marca: el SSC Ultimate Aero, que tenía el récord Guinness para el coche de producción más rápido del mundo entre los años 2007 y 2010.

## Diseño

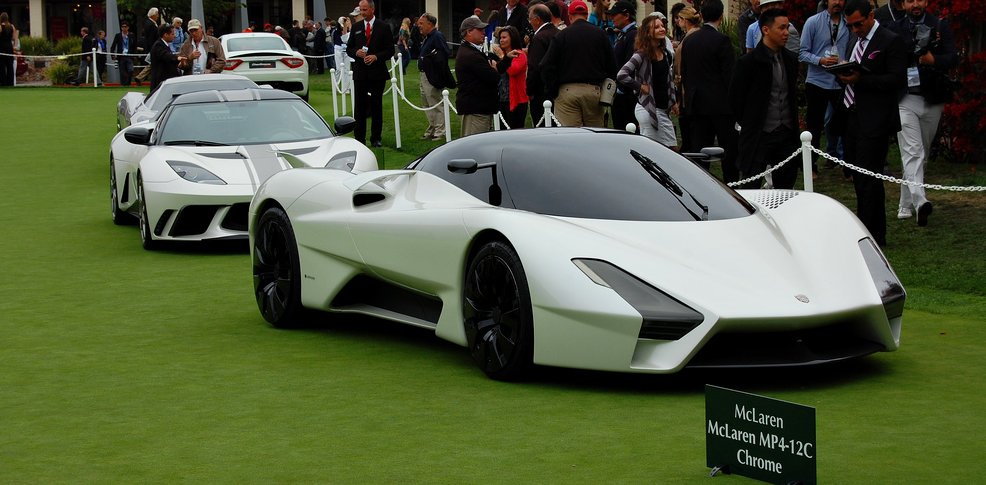
Concepto de 2011.

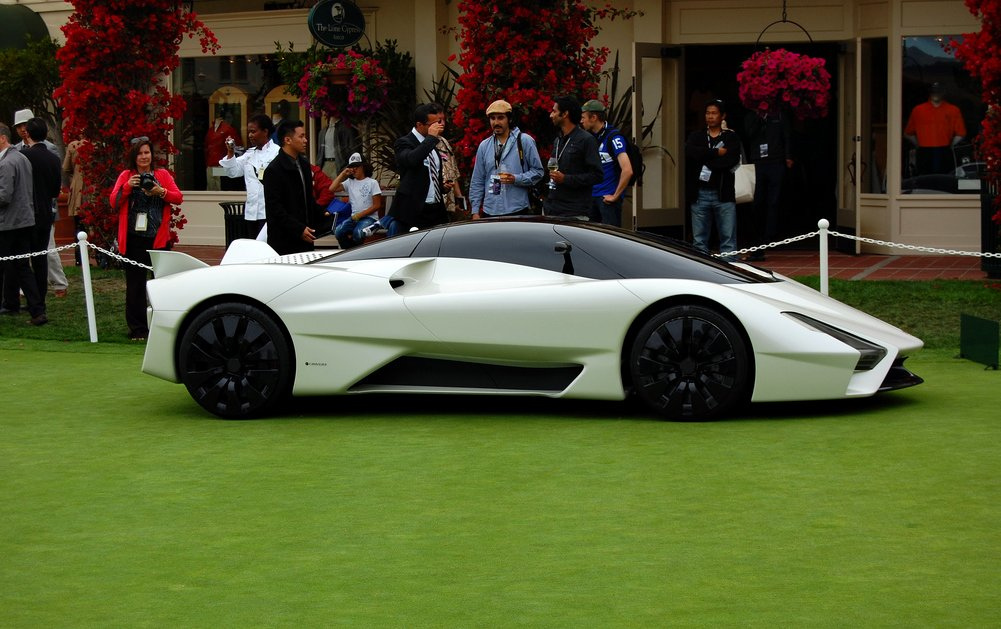
Vista lateral.

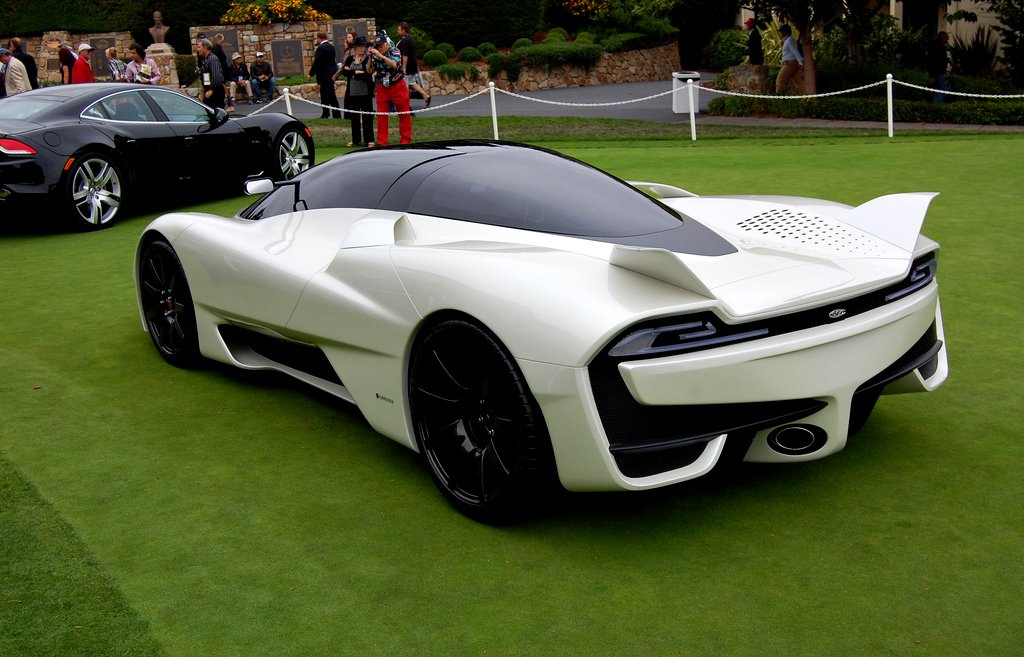
Vista trasera.

El Estado de Washington  es una referencia en cuanto a la innovación aeroespacial, algo que aprovechó la marca para colaborar con firmas de diseño aeroespacial y proveedores podían proporcionar componentes que cumplan con los estrictos estándares aeroespaciales.
Es un coche derivado de la culminación de más de una década de investigación y desarrollo para producir un vehículo de alto rendimiento legal en carretera capaz de ofrecer una experiencia de manejo de otro mundo. Influenciado por la aerodinámica y el rendimiento de los aviones de combate, la presencia del Tuatara inspira una sensación de intensidad y diseño simplista. Su perfil llamativo es futurista en su función, pero atemporal en su forma.
Su carrocería fue diseñada en colaboración con el diseñador de renombre mundial Jason Castriota, quien cuenta con experiencia en Maserati y Ferrari. Sus curvas ofrecen cualidades simplistas y aerodinámicas, al tiempo que mantienen un perfil único que se destaca del resto. Las puertas de ala de mariposa (diédricas) ofrecen una salida espaciosa del habitáculo y una impresionante atracción. Cuando se levantan las tapas de la plataforma delantera y trasera, se exponen el robusto monocasco de fibra de carbono y el intrincado sistema de suspensión. En la cubierta delantera, un compartimiento de almacenamiento ofrece espacio para guardar el equipaje y otras pertenencias. En la parte trasera, se presenta el poderoso y asombroso tren motriz.
Su interior encarna la misma funcionalidad y apariencia simplista que se encuentra en su exterior. El dosel en forma de lágrima ofrece al piloto y al pasajero vistas panorámicas. Una HMI (interfaz hombre-máquina) avanzada brinda al piloto información crítica sobre el manejo y el vehículo en una pantalla digital, así como una consola central de información, donde casi todas las funciones están disponibles con solamente tocar un dedo. El equipamiento interno también incluye control de aire acondicionado, elevalunas eléctricos con control desde la pantalla, cámaras laterales con visión de punto ciego, sistema de sonido con bocinas de alta fidelidad, cámara de visión trasera de tiempo completo y calaveras de cambio secuencial.
Su carrocería se diseñó meticulosamente para llevar el automóvil por el aire con una facilidad sin precedentes. Con un coeficiente aerodinámico más bajo que cualquier otro automóvil de su clase, está bien equilibrado entre una aerodinámica incomparable y una fuerza aerodinámica de precisión a la máxima velocidad.
Las aletas traseras estáticas, los contrafuertes laterales, el ala estática delantera y un alerón trasero móvil manipulan el flujo de aire suave para distribuir la fuerza descendente de precisión en las ruedas. El aire también se desvía a las tomas que enfrían de manera eficiente el poderoso tren de transmisión, luego se expulsa a través de perforaciones en el cuerpo para sostener el flujo de aire deliberado. La fuerza descendente se aplica sistemáticamente en todo el coche, proporcionando un equilibrio perfecto a todas las velocidades.

## Rendimiento
El rendimiento es la pieza central de un coche y en este caso, trae una gran cantidad de potencia y rendimiento a la carretera, impulsado por un motor V8 de 360,8 pulgadas cúbicas (5,9 litros) a medida y una transmisión manual robotizada.
Años de meticuloso diseño e ingeniería en SSC North America culminaron en energía pura generada a partir de un motor construido desde cero exclusivamente para el Tuatara. Con una configuración de cigüeñal plano, la potencia suave y equilibrada producida ofrece un rendimiento increíble. Para garantizar que el motor cumpliera con los estándares de calidad, rendimiento y durabilidad que exige el mercado, SSC North America se asoció con Nelson Racing Engines para fabricar el motor.
La potencia se transfiere a través de una transmisión CIMA de siete velocidades, integrada con un sistema Automac AMT de última generación que opera el acoplamiento y la selección del movimiento en la caja de cambios. El sistema incluye componentes y sensores de accionamiento hidráulico para producir un acoplamiento de alta fuerza, precisión de posición y control de carga en milisegundos. El embrague y la activación de la selección de marchas son operados eléctricamente, proporcionando alta precisión y operación estratégica. El núcleo del sistema está alimentado por un potente microprocesador automotriz, lo que garantiza una seguridad y un rendimiento excepcionales.
En modo "Sport" (deportivo), se convierte en un vehículo de manejo versátil. La suspensión se acciona a una altura de manejo delantera de 4 pulgadas (10,2 cm) y una altura trasera de 4,5 pulgadas (11,4 cm). Las características de cambio a través de la transmisión manual robotizada se vuelven más dóciles, lo que permite una fácil operación en entornos urbanos.
En el modo "Track" (pista), la geometría de la suspensión se ajusta para ofrecer un manejo extremo a nivel de la pista mientras se reduce la altura de manejo delantera a 2,74 pulgadas (7 cm) y la altura trasera a 3,25 pulgadas (8,3 cm). El alerón trasero activo actúa dinámicamente como una superficie de control, ajustando el paso y la altura en función de la velocidad para mantener un flujo de aire deliberado y una fuerza aerodinámica de precisión equilibrada. Mientras frena, el alerón trasero activo se desvía en consecuencia, desviando el flujo de aire y brindando capacidades de frenado superiores. La transmisión robotizada está configurada para cambios agresivos de 50 milisegundos.
El modo de "Front Lift" (elevación frontal) ofrece comodidad en situaciones que de otro modo limitarían la baja altura de manejo del coche. La suspensión delantera se eleva 40 mm (1,6 pulgadas) adicionales, lo que permite un espacio libre sobre los topes de velocidad u otras superficies elevadas. La facilidad de transporte también se logra a través de esta altura de manejo ajustada.
| Área frontal           | 18 pies cuadrados (1,7 m²)                                                                         |
| Diámetro x carrera     | 4,125 x 3,375 pulgadas (104,8 x 85,7 mm)                                                           |
| Potencia máxima        | 1350 HP (1369 CV; 1007 kW) @ 6800 rpm (con 91 RON) 1750 HP (1774 CV; 1305 kW) @ 8800 rpm (con E85) |
| Par máximo             | 1280 lb·pie (1735 N·m) @ 6800 rpm                                                                  |
| Línea roja             | 8800 rpm                                                                                           |
| Relación de compresión | 8.8:1                                                                                              |
| Peso del motor         | 428 libras (194 kg)                                                                                |
| Alimentación           | Dobles inyectores por cilindro biturbo, con sistema de doble inducción agua-aire                   |
| Presión de impulso     | 19 a 30 psi (1,3 a 2,1 bar) (131 a 206,8 kPa)                                                      |
| Distribución           | Un (OHV) árbol de levas en el bloque con 2 válvulas por cilindro (16 en total) a la cabeza         |
| Sistema de lubricación | Cárter seco                                                                                        |
| Velocidad del cambio   | Menos de 100 milisegundos, con paletas detrás del volante                                          |

## Récord mundial
SSC North America anunciaba que su Tuatara se había convertido en el coche de producción más rápido del mundo, después de firmar un récord de 508,73 km/h (316,11 mph), siendo resultado de la media de dos lanzamientos a toda velocidad en una carretera en la que en uno de ellos incluso llegó a alcanzar los 532 km/h (331 mph) y que además se mostró en un video. Sin embargo, desde hace unos días se pone en duda, ya que en YouTube y otras redes sociales, muchas voces empezaron a cuestionar la autenticidad del récord. Para la ocasión, SSC North America se asoció con la productora Driven Studios para documentarlo todo con cámaras en el interior del coche, en la carretera e incluso en un helicóptero.
En el video, desde el habitáculo muestra completamente la carrera del coche hasta los 532 km/h (331 mph) y ha hecho sospechar a varias personas por importantes errores, como la muestra de la velocidad y el hecho de que el velocímetro esté tapado cuando alcanza los 480 km/h (298 mph), una señal de que la marca quiere ocultar la velocidad a la que va, o las lecturas del modelo de preproducción no son correctas, o bien no son capaces de medir semejantes niveles de velocidad.
Otro dato importante es que, al haber utilizado el mismo tramo de carretera que empleó para su récord el Koenigsegg Agera RS, se puede comparar cuánto tarda cada uno en recorrerlo y, según se explica, para el modelo de Koenigsegg llega al final antes que el de SSC, con lo cual algo no cuadra. Estos y otros datos son los que se ponen sobre la mesa para discutir la veracidad del récord y poner en un tela de juicio a SSC North America.
Tras toda la controversia generada, el máximo responsable Jerod Shelby ha publicado un comunicado tratando de explicar todo, señalando que las marcas son reales y que tienen toda la documentación que lo acredita, recogida en un conjunto de 15 sensores de satélite, así como testigos independientes que estuvieron en la prueba; todos los datos que enviarían a Guinness World Records para su certificación. El problema, según explica, se debe a un error de edición en el video que se corregiría con la publicación de una nueva versión.
El CEO de la compañía se ha disculpado por toda la confusión y aseguran que estarían trabajando ya con la productora para sacar el nuevo video cuanto antes para que se aclare todo. Por lo tanto, quedaría esperar a ese nuevo video, así como la certificación oficial del récord por parte de Guiness para asegurar de forma definitiva si el Tuatara es o no el coche de producción más rápido del mundo.
En enero de 2021, se llevó a cabo otra prueba no en el mismo lugar que la anterior, sino en la instalación de aterrizaje de transbordadores de la NASA en Merritt Island, Florida, con una longitud de 3,7 km (2,3 millas). El piloto era Oliver Webb, en esta ocasión en un coche prestado por el dueño Larry Caplin. Para que el récord fuera válido, se han hecho dos pruebas, es decir, una en cada sentido (ida y vuelta). En el primer intento, el resultado fue de 450,1 km/h (279,7 mph) y en el segundo de 460,4 km/h (286,1 mph), para un promedio final de 455,3 km/h (282,9 mph). La diferencia con respecto a la prueba anterior, radica principalmente en la longitud de la primera al haber sido más larga. Además, se realizó tipo "drag race" con el pedal a fondo durante 40 o 50 segundos, mientras que en la anterior, fueron ganando velocidad mucho más despacio y solamente se utilizó el pedal a fondo durante 20 o 25 segundos. Para que la prueba fuera válida, se utilizaron cuatro tipos de dispositivos de medición diferentes: el VBOx de Racelogic y otros de Life Racing, Garmin y de la International Mile Racing Association (IMRA), con representantes de tres de estas empresas presentes durante el evento.
El 14 de mayo de 2022, se llevó a cabo una nueva prueba en el mismo tramo que la segunda, es decir, en el Centro espacial John F. Kennedy en Florida, donde logró alcanzar 295 mph (474,8 km/h). Para evitar más dudas y polémica, Racelogic registró la velocidad utilizando sistemas duales VBOx con sistema global de navegación por satélite (GNSS) y una unidad adicional de GPS Life Racing. El piloto era su propietario: Larry Caplin, quien logró romper el récord anterior.